# Puente de red

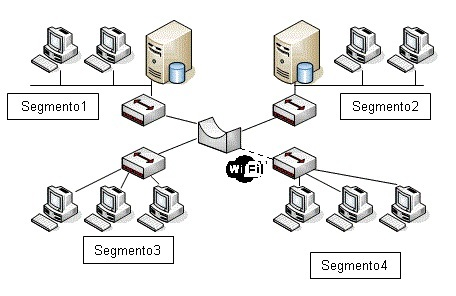
Ejemplo genérico: 19 segmentos de red conectados mediante un puente de red.

Puente de red (en inglés: bridge) es el dispositivo de interconexión de redes de computadoras que opera en la capa 2 (nivel de enlace de datos) del modelo OSI. 
Interconecta segmentos de red (o divide una red en segmentos) haciendo la transferencia de datos de una red hacia otra con base en la dirección física de destino de cada paquete. 
El término bridge, formalmente, responde a un dispositivo que se comporta de acuerdo con el estándar IEEE 802.1D.
En definitiva, un bridge conecta segmentos de red formando una sola subred (permite conexión entre equipos sin necesidad de routers). Funciona a través de una tabla de direcciones MAC detectadas en cada segmento al que está conectado. Cuando detecta que un nodo de uno de los segmentos está intentando transmitir datos a un nodo del otro, el bridge copia la trama para el otro segmento de red, teniendo la capacidad de desechar la trama (filtrado) en caso de no tener dicho segmento de red como destino. Para conocer por dónde enviar cada trama que le llega (encaminamiento) incluye un mecanismo de aprendizaje automático (autoaprendizaje) por lo que no necesitan configuración manual.

## Clasificación de Puentes de red
Se pueden clasificar los puentes de red, atendiendo dos aspectos: según el tipo de interfaz y según la localización geográfica de las redes de área local (LAN) que se van a interconectar.

### Según interfaz
- Puentes homogéneos

Interconecta LAN con el mismo protocolo MAC (el nivel físico (capa 1 OSI) puede diferir), es decir, no hay conversión de protocolos a nivel 2, simplemente almacenamiento y reenvío de tramas. Un ejemplo de dispositivo homogéneo es un Switch Ethernet.
- Puentes heterogéneos

El puente dispone de una entidad superior encargada de la transformación de cabeceras entre distintos tipos de interfaces. Recibe tramas por una interfaz (por ejemplo: Wi-Fi) para enviarlas por otra de otro tipo (por ejemplo: Ethernet). Un ejemplo de dispositivo, con las interfaces de ejemplo anteriores, es un punto de acceso en una red wi-fi.

### Según localización geográfica
- Puentes locales

Sirven para enlazar directamente dos redes físicamente cercanas.
- Puentes remotos o de área extensa

Se conectan en parejas enlazando dos o más redes locales y formando una red de área extensa (WAN) a través de líneas telefónicas.

## Autoaprendizaje

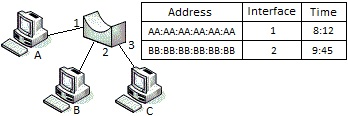
Ejemplo: Tabla del puente de red.

Los puentes de red usan una tabla de reenvío para enviar tramas a lo largo de los segmentos de la red. Si una dirección de destino no se encuentra en la tabla, la trama es enviada por medio de flooding por todos los puertos (de todas las interfaces de red) del bridge excepto por el puerto por el que llegó. Por medio de este envío “masivo” de tramas el dispositivo de destino (desde el segmento de red en el que se encuentre) recibirá el paquete y responderá con otra trama (una trama de respuesta en este caso), quedando así registrada la dirección física MAC destino en una entrada de la tabla, a la que se acompañará el número de la interface por la que se llega a ese dispositivo (que podrá ser un host, un servidor, etc.). Dicha tabla incluye tres campos: dirección MAC del dispositivo, interfaz del puente por la que se llega al dispositivo y la hora a la que llegó la trama (a partir de este campo y la hora actual se puede saber si la entrada está vigente en el tiempo). El bridge utilizará esta tabla para determinar qué hacer con las tramas que le llegan.
En el caso de un bridge de dos puertos, la tabla de reenvío puede considerarse como un filtro: el bridge lee en la trama la dirección del destinatario y decide si reenviarlo por el puerto por el que no ha llegado o filtrarlo (desechando dicha trama). Es decir, si el bridge determina que el nodo de destino está ubicado en el otro segmento de la red (por el que no ha llegado), lo retransmite. En caso de detectar que la trama lleva como destino un nodo del mismo segmento de red por el que ha llegado, la trama se descarta.
El término de autoaprendizaje se utiliza también para dispositivos con más de dos puertos. Como ejemplo, considerando tres equipos (A, B y C) conectados a los puertos (1, 2 y 3, respectivamente) de un bridge; inicialmente la tabla está vacía y ocurre lo siguiente: el equipo “A” envía una trama al “B”, esta trama llega al bridge por el interface 1, a continuación el bridge examina la dirección de origen y al no existir ninguna entrada, la crea para “A”, consignando la dirección física MAC de “A”, el número de interface 1 y el tiempo. A continuación comprueba la dirección de destino y la busca en la tabla. Como no existe se envía dicha trama por los puertos 2 y 3. Una vez la trama sea recibida por “B”, este responde a dicha trama y esta respuesta llega al puente a través del interface 2; entonces se crea una nueva entrada para “B” en la tabla, consignando la dirección física MAC de “B”, el número de interface 2 y el tiempo. “C” también recibe el envío, pero al no ser el destinatario, simplemente desecha el paquete. A partir de este momento es posible enviar paquetes entre “A” y “B” utilizando sólo el ancho de banda necesario, (sin inundar los segmentos de red a través de todos los puertos de las interfaces del bridge, menos el puerto por el que llega la trama). En el caso de “C” se repetirá el mismo proceso anterior cuando sea conveniente, quedando guardada la información en la tabla de idéntica manera a lo expuesto. 
Originalmente fue desarrollado por Digital Equipment Corporation (DEC), en la década de 1980.

## Bridgesfrente aswitch
La diferencia más importante entre un bridge y un switch es que los bridges normalmente tienen un número pequeño de interfaces (de dos a cuatro), mientras que los switches pueden llegar a tener docenas; por tanto, este último necesita un diseño de prestaciones elevadas.

## Bridgesfrente ahubs
La principal diferencia entre un bridge y un hub es que el segundo repite todas las tramas con cualquier destino para el resto de los nodos conectado; en cambio el primero sólo reenvía las tramas pertenecientes a cada segmento. De esta forma se aíslan dominios de colisión mejorando el rendimiento de las redes interconectadas: se disminuye el tráfico inútil, permite un mayor caudal de transmisión, proporciona mayor cobertura geográfica y permite dar servicio a más dispositivos.

## Bridgesfrente arouters
Tanto un bridge como un router son dispositivos que se utilizan para encaminar datos, pero lo hacen de diferente manera. Los bridges operan en la capa 2 (nivel de enlace de datos), mientras que los routers lo hacen en la capa 3 (nivel de red) del modelo OSI. Es decir, el bridge toma sus decisiones sobre la base de la dirección MAC y el router lo hará a partir de una dirección IP. Esto se traduce en que los bridges no son capaces de discernir entre subredes, mientras que los routers sí lo son.
Cuando se diseña una red se puede optar por múltiples opciones, como juntar varios segmentos mediante un bridge o dividirla en subredes e interconectarla mediante routers. Para este último caso, si un equipo conectado a una subred se mueve físicamente a otra subred, ha de cambiarse la IP para tener conexión. Sin embargo, si un equipo se mueve dentro de una red conectada mediante bridges no haría falta reconfigurar nada.

## Ventajas y desventajas de las redes conectadas con puentes

### Ventajas
- En general, es un dispositivo de bajo precio.
- Aísla dominios de colisión al segmentar la red.
- No necesita configuración previa.
- Control de acceso y capacidad de gestión de la red.

### Desventajas
- No se limita el número de reenvíos mediante broadcast.
- Difícilmente escalable para redes muy grandes.
- El procesado y almacenamiento de datos introduce retardos.
- Las redes complejas pueden suponer un problema. La existencia de múltiples caminos entre varias LAN puede hacer que se formen bucles. El protocolo spanning tree ayuda a reducir problemas con estas topologías.

## Ejemplo: configuración de un puente remoto

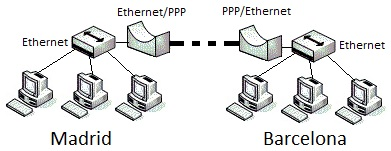
Configuración de un puente remoto.

Como ejemplo se explica un uso habitual de los bridges: interconexión de dos LAN separadas geográficamente mediante un enlace punto a punto y dos bridges homogéneos.
Una empresa tiene dos sedes, una en la ciudad de Madrid y otra en la ciudad de Barcelona, con sendas subredes conectadas mediante un switch Ethernet. Para conectarlas de forma que se trate de una sola subred se puede utilizar un puente homogéneo en cada ciudad unidos mediante un enlace punto a punto. Este enlace puede ser una línea punto a punto, un circuito virtual o un enlace inalámbrico. Vamos a suponer que se contrata una línea en exclusiva y se utiliza el protocolo Point-to-Point Protocol (PPP), los bridges se encargarían de añadir el campo de PPP delante del de Ethernet y las dos sedes tendrían conexión a nivel 2.